# Bernard Tanguy (réalisateur)
Pour les articles homonymes, voir Bernard Tanguy et Tanguy.
Bernard Tanguy est un scénariste, réalisateur, musicien et producteur de cinéma français né en 1965.

## Biographie
Après des études à l'École polytechnique (X 84) et à Telecom ParisTech, il travaille comme consultant télécoms en menant en parallèle une activité de musicien au sein des groupes Scénario puis Saf (qui signifie épicé en wolof), groupe comprenant aussi Keba Keinde, qui a eu un certain succès au Sénégal. En 1993, il fonde la société de conseil en télécoms Siticom avec Pascal Minaux et Peter Whelan et en devient le PDG. Siticom est introduite au Nouveau marché de la Bourse de Paris en juin 2000, et revendue au groupe Devoteam en 2002. Siticom comptait alors un effectif d'environ 380 personnes en Europe.
Entre 2005 et 2018, il produit une vingtaine de courts-métrages et deux longs-métrages de cinéma avec sa structure, Rezina Productions, dont Océane de Philippe Appietto et Nathalie Sauvegrain. Il coproduit d'autres longs-métrages, notamment les deux premiers films de Sophie Letourneur avec Emmanuel Chaumet. Il réalise lui-même 3 courts-métrages, A l'état d'embauche, Schéma directeur, Grand-Prix Unifrance en 2009, et Je pourrais être votre grand-mère, nommé aux César en 2012 et présélectionné aux Oscars. Son premier long-métrage Parenthèse, qui fait suite à un moyen-métrage éponyme, sort en salle le 20 juillet 2016 distribué par Jour2fête. La musique est signée Stupeflip. Jérôme Garcin dans Le Nouvel Obs, parle de « la naissance discrète d'un nouveau genre, le film d'auteur populaire »,.
De 2010 à 2018, il préside le fonds d’investissement Garance Capital qui coproduit une dizaine de films dont Reality de Matteo Garrone et Bye bye Blondie de Virginie Despentes.
En 2018 il crée avec Sophie Verbeeck le duo de pop Hum Hum. Leur premier EP réalisé par Frédéric Lo est sorti le 15 mars 2019 chez Dragon Accel. Le 19 juin 2021 sort leur album "Traversant" chez Dragon Accel, distribué par Modulor. Un nouvel album "Le Prince de Cendres" sort en septembre 2024.
En 2020 il sort un album solo de pop-new wave datant de la période 1989-94 sous le nom BT93. Un 2e album BT2033, réalisé par Sainte victoire, sort en janvier 2023.
En 2022, il produit le 5e album de Stupeflip, Stup Forever.

### Vie privée
Bernard Tanguy a été marié 2 fois. La première fois avec l'actrice et réalisatrice Dinara Droukarova. Il a un enfant de son 2e mariage.

## Filmographie (réalisateur)

### Courts métrages
- 2005 : À l'état d'embauche
- 2009 : Schéma directeur
- 2011 : Je pourrais être votre grand-mère
- 2013 : Parenthèse (moyen-métrage)

### Long métrage
- 2016 : Parenthèse

### Clips
- 2019 : Hum Hum - Blueberries
- 2021 : Hum Hum - Monkey Song
- 2022 : BT93 - BT93

## Discographie
- 1987 : Scénario - Mauvais rêve (K7)
- 1991 : SAF - Gorgui (K7)
- 1992 : SAF - Salamalecoum (K7)
- 1993 : Bernard Tanguy - La hiérarchie chie (EP)[13]
- 2019 : Hum Hum - Blueberries (EP) (Dragon Accel - Differ-ant)
- 2020 : BT93 - BT93 (album) (Dragon Accel)
- 2021 : Hum Hum - Traversant (Album) (Dragon Accel - Modulor)
- 2023 : BT93 - BT2033 (Album) (Dragon Accel - Modulor).
- 2024 : Hum Hum - Le Prince de Cendres (Album) (Dragon Accel - Modulor)

## Sélections et distinctions
- Grand Prix Unifrance pour Schéma directeur, Festival de Cannes 2009 [5]
- Nommé aux Césars et présélectionné aux Oscars pour Je pourrais être votre grand-mère en 2012 [7]
- New Vision Award au BIFF 2017 pour Parenthèse[14]